# Max Schönherr
Œuvres principales
Bauernmusi’ aus Österreich
Répertoire
Musique légère, Opérette
Max Schönherr, né à Maribor (en Allemand Marburg an der Drau, Basse-Styrie) aujourd'hui en Slovénie, le 23 novembre 1903 et mort à Baden en Autriche le 13 décembre 1984, est un compositeur autrichien, arrangeur, chef d'orchestre et musicologue.

## Biographie
Fils et petit fils – Franz (1821–1886), Max (1873–1955) – de musiciens d'orchestre d'harmonie militaire et frère de Wilhelm (1902–1975), chef d'orchestre d'opéra, Schönherr étudie avec Hermann Frisch à Marburg an der Drau (Maribor), puis à au Conservatoire de Graz avec Roderich von Mojsisovics pour la composition. De 1924 à 1928, il joue de la contrebasse au sein de l'orchestre de l'opéra de Gratz, et en tant que répétiteur et chef d'orchestre. Il effectue une tournée avec l'opéra en tant que chef d'orchestre en 1928–29, puis dirige le Theater an der Wien entre 1929 et 1933, et le Volksoper entre 1933 et 1938. 
De 1931 à 1968, il dirige régulièrement l'orchestre de la radio viennoise, se produit avec l'Orchestre symphonique de Vienne durant les années 1930. En 1945, il fonde l'Orchestre symphonique de la radio de Vienne et est chef invité d'autres radios. Il écrit le Bundeshymne, le nouvel hymne national autrichien, sur une mélodie de Wolfgang Amadeus Mozart. 
En 1952, il reçoit le titre de docteur avec sa thèse sur Carl Michael Ziehrer et en 1954, il remporte le prix Joseph Marx (Joseph-Marx-Preis) de composition avec son Divertimento.

## Œuvres
Il a composé de la musique orchestrale légère pour Vienne. Schönherr est bien connu internationalement pour ses Danses paysannes autrichiennes (1936), op. 14 (Bauernmusi’ aus Österreich) et Tänze aus Österreich op. 25, comparables aux œuvres inspirées de thèmes populaires nationaux de Brahms, Dvořák, Granados et Grieg. Ses autres compositions comprennent un Concertino (1964) pour piano et petit orchestre, Fête musicale pour piano et petit orchestre, Danses de Salzbourg pour petit ensemble ou orchestre de salon, Perpetuum Mobile op. 29 (d'après une étude pour violon de Rodolphe Kreutzer), Das Trünkene Mucklein et le ballet Hôtel Sacher (1957). 
Ses œuvres sont publiées par Bosworth, Doblinger, Ludwig Krenn et Universal.

### Arrangements
Max Schönherr a effectué des arrangements de la musique des Strauss, Lehár, Ziehrer, etc.

### Écrits
- (de) Max Schönherr et Karl Reinöhl, Johann Strauss Vater : ein Werkverzeichnis, Vienne/Londres, Universal Edition, coll. « Jahrhundert des Walzers » (no 1), 1954, 368 p. (OCLC 2803436)
- (de) Divers articles sur Johann Strauss II dans Österreichische Musikzeitschrift (de) (ÖMz)
- (de) Franz Lehár: Bibliographie zu Leben und Werk (thèse, Université de Vienne 1970) (OCLC 312185289)
- (de) Carl Michael Ziehrer: sein Werk, sein Leben, seine Zeit (thèse, Vienne, 1974) (OCLC 1918306)
- (de) Kompendium zu Band 1–120 de la Denkmäler der Tonkunst in Österreich (Graz, 1974) (OCLC 2894449)
- (de) Modelle der Walzerkomposition, ÖMz, xxx (1975), p. 273–286
- (de) Ästhetik des Walzers, ÖMz, xxxi (1976), p. 57–120

## Hommage
- Une rue porte son nom à Baden : Max Schönherr-Gasse.

## Enregistrements
Schönherr a enregistré pour les labels HMV, Viennola, le label Allemand Imperial, puis pour Remington, Amadeo, Philips et Decca, ainsi que d'autres petites maisons. Des œuvres de Claude Debussy, le Prélude à l'après-midi d'un faune, le Till Eulenspiegel de Richard Strauss, un récital d'opérette avec Hilde Gueden, et des œuvres de Lehár avec Gueden et le ténor Waldemar Kmentt (1955) et la Schéhérazade de Rimski-Korsakov.
Dans le domaine de la musique légère, il a enregistré pour le label Remington, des valses de Strauss, des ouvertures d'Otto Nicolai, des danses de Grieg, des extraits d'Offenbach, Delibes, Jerome Kern, Oscar Srauss et des extraits du Baron tzigane et de la chauve-souris de Johann Strauss (1952).
On trouve seulement deux références modernes de ses œuvres, dirigées par Manfred Müssauer avec le Donau Philharmonie Wien, publié en 2007 ; ainsi qu'un album sur le label de l'ORF, constitué d'anciens enregistrements. Il existe un certain nombre d'exemples du chef d'orchestre disponible sur disque.
Les anciens enregistrements de ses œuvres sont des 78 tours (HMV C 2905) gravés à partir de la fin des années 1940, intitulé danses paysannes autrichiennes, dont Schönherr est l'arrangeur : le chef est Walter Goehr et l'orchestre au titre générique Symphony Orchestra. Un vinyle RCA Victor (Dynagroove LSC-2677) bien connu avec Arthur Fiedler et Boston Pops Orchestra intitulé Concert dans le parc, contient une marche de mariage introuvable sur le disque HMV C 2905 ; tandis que l'enregistrement contient deux danses pas enregistrées d'un LP RCA. L'enregistrement le plus important a été gravé par Henry Krips et l'Orchestre Philharmonia en 1959. Il comprend Hochzeitsmarsch aus Ebensee, Schuhplattler, Gugga Polka, Salzburger Schustertanz, Gstrampfter, Polsterltanz aus Ischl, Sautanz et Bauerngalopp.

## Lien contextuel
- Musique légère